# Changzhou (köping)
Changzhou (kinesiska: 长洲镇, 长洲) är en köping i Kina. Den ligger i den autonoma regionen Guangxi, i den södra delen av landet, omkring 310 kilometer öster om regionhuvudstaden Nanning. Antalet invånare är 41351. Befolkningen består av 20 506 kvinnor och 20 845 män. Barn under 15 år utgör 19,0 %, vuxna 15-64 år 71 %, och äldre över 65 år 9,0 %.
Genomsnittlig årsnederbörd är 2 157 millimeter. Den regnigaste månaden är maj, med i genomsnitt 341 mm nederbörd, och den torraste är februari, med 39 mm nederbörd.